# Czarny szlak turystyczny Sołtyków – Bliżyn
 Czarny szlak turystyczny Sołtyków – Bliżyn – szlak turystyczny na terenie Gór Świętokrzyskich.

## Przebieg szlaku
| Odległość | Atrakcje          | Punkt                  | Skrzyżowania szlaków |
| --------- | ----------------- | ---------------------- | -------------------- |
| 0,0 km    |                   | Sołtyków               |                      |
| 1,5 km    |                   | Mroczków               |                      |
| 4,0 km    | rezerwat roślinny | rezerwat Ciechostowice | Kuźniaki – Pogorzałe |
| 8,0 km    |                   | Ubyszów                |                      |
| 10,5 km   | kościół           | Bliżyn PKP, PKS        | Bliżyn – Zagnańsk    |